# Острів скарбів (фільм, 1937)
«Острів скарбів» (рос. Остров сокровищ) — радянський кінофільм радянського режисера Володимира Вайнштока 1937 року за мотивами однойменного роману Роберта Стівенсона. Фільм двічі (у 1960 і 1983 роках) відновлювався: редагувався і переозвучувався.

## Сюжет
Фільм є яскравим представником радянського кіномистецтва 1930-х років, створений під впливом ідей «світової революції» і «класової боротьби». Трактування подій у фільмі радикально відрізняється від канонічного варіанту, викладеного в книзі «Острів скарбів». Підхід авторів фільму до літературної першооснови викликав полеміку на сторінках преси і в листуванні керівних працівників кінематографії та ЦК.
Кінець XVIII століття. Ірландським повстанцям потрібні гроші для покупки зброї. Дженні, дочка власниці сільського готелю, і доктор Лайвесі (тут і далі імена персонажів передаються відповідно до написання в титрах фільму), один з ватажків змовників, знаходить карту Острова скарбів серед паперів в скрині пірата Біллі Бонса, убитого іншим піратом. Лайвесі і капітан Смоллет з друзями залучають лихваря Треллоні, щоб на його гроші спорядити корабель. Багато матросів екіпажу придбаної товстосумом «Еспаньйоли» виявляються піратами. Дженні, таємно закохана в Лайвесі, переодягається хлопчиком і під ім'ям Джима наймається на корабель юнгою.
Під час пошуку скарбів мерзенний Треллоні переходить на сторону піратів. Зазнавши ряд небезпечних пригод, доктор Лайвесі, Дженні (знову прийняла вигляд дівчини) і їх друзі знаходять скарб. Тим часом Дженні потрапляє в полон до піратів. Її тримають на «Еспаньйолі» під наглядом Ізраеля Гандса і Джорджа Меррі. Пірати б'ються на ножах, Гандс вбиває Меррі і нападає на Дженні, але останнього моменту його нищить куля доктора Лайвесі. Герої заарештовують боцмана Джона Сільвера, але він чинить опір і гине в поєдинку з капітаном Смоллетом. Повстанці залишають піратів на безлюдному острові, а самі повертаються до Ірландії зі скарбами, щоб купити зброю, боєприпаси і продовжити повстання.

## У ролях
- Клавдія Пугачова —  Дженні Гокінс («юнга Джим»)
- Осип Абдулов —  пірат Джон Сільвер, на «Еспаньйолі» боцман
- Михайло Климов —  лихвар Треллоні
- Микола Черкасов —  пірат Біллі Бонс
- Михайло Царьов —  доктор Лайвесі
- Анатолій Биков —  капітан Смоллет
- Микола Мічурін —  пірат Ізраель Гандс
- Іона Бій-Бродський —  пірат Джордж Меррі
- Володимир Єршов —  командир повстанців
- В. Якушенко —  пірат Дік
- Леонід Мещерін —  пірат Андерсон
- Петро Галаджев —  Бен Ганн / господар готелю
- Анастасія Лєвшина —  місіс Гокінс, мати Дженні
- Сергій Мартінсон —  Бледлі
- Осман Абдурахманов —  великий пірат

## Знімальна група
- Автори сценарію: Олег Леонідов, Володимир Вайншток
- Режисер-постановник: Володимир Вайншток
- Головний оператор: Михайло Кириллов
- Художники: Я. Рівош, С. Козловський
- Композитор: Микита Богословський
- Автор тексту пісень: Василь Лебедєв-Кумач